# Réseau social académique
Un réseau social académique (parfois appelé Réseau social scientifique) est un réseau social destiné à faciliter et à favoriser la communication entre chercheurs, à la différence des réseaux sociaux généralistes comme Facebook. Les plus connus sont ResearchGate, Academia  et MyScienceWork.

## Introduction
Un réseau social académique se distingue par les autres réseaux sociaux par le fait qu’il est essentiellement orienté vers la recherche scientifique. Cet outil permet au chercheur de se créer un profil détaillé. Il lui permet également de publier ses résultats de recherche et de suivre le contenu publié par ses collaborateurs. En d’autres termes, un réseau social académique est le « Facebook de la recherche » : il mime le fonctionnement de Facebook (mise à jour d’un « statut » sur un « mur ») en ajoutant des fonctionnalités propres au monde de la recherche. Ces plateformes témoignent de la profonde mutation que le numérique provoque dans le domaine de l'édition scientifique.

## Liste de réseaux sociaux académiques
- ResearchGate
- Academia
- MyScienceWork